# Heteroponera robusta
Heteroponera robusta är en myrart som beskrevs av Kempf 1962. Heteroponera robusta ingår i släktet Heteroponera och familjen myror. Inga underarter finns listade i Catalogue of Life.